# Folyami gyöngykagyló
A folyami gyöngykagyló (Margaritifera margaritifera) a kagylók (Bivalvia) osztályának a folyamikagylók (Unionoida) rendjébe, ezen belül a Margaritiferidae családjába tartozó faj.

## Előfordulása

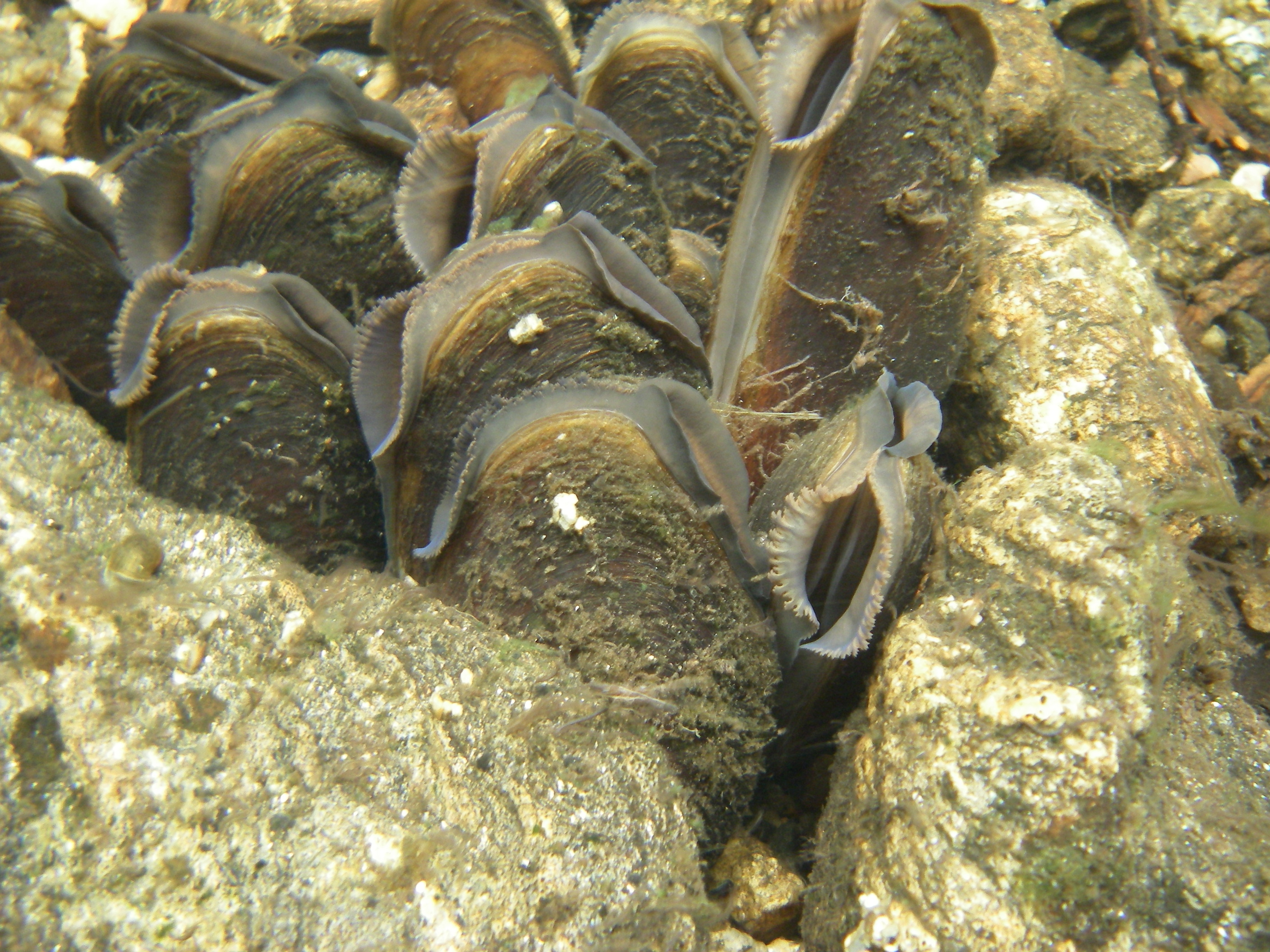
Folyami gyöngykagylók Svédország egyik folyójában.

A folyami gyöngykagyló Európa egyes részein korábban olyan gazdag állományokban fordult elő, hogy a kagylók több rétegben egymáson feküdtek. Ma már csaknem teljesen kipusztult. Néhány patakban (például Csehország nyugati határvidékén) élnek ugyan több tízezer állatot számláló populációk, de fiatal kagylókat gyakorlatilag már nem találunk közöttük. Csaknem valamennyi kagyló 50 évnél idősebb (a folyami gyöngykagyló élettartama meghaladja a 60 évet). Ennek oka egyrészt abban rejlik, hogy az apró, fiatal lárvák (glochidiák) kizárólag meghatározott életkorú pisztrángokon képesek kifejlődni, másrészt abban, hogy a fiatal kagylók még sokkal érzékenyebben reagálnak a vízszennyeződésre, mint a kifejlett állatok.
Európán kívül a folyami gyöngykagyló még megtalálható Ázsia és Észak-Amerika területein is.

## Alfajai
- Margaritifera margaritifera margaritifera (Linnaeus, 1758)
- Margaritifera margaritifera parvula (Haas, 1908)
- Margaritifera margaritifera durrovensis Phillips, 1928 - Súlyosan veszélyeztetett fajnak számít Írországban.[1] szinonimája: Margaritifera durrovensis.

## Megjelenése
A folyami gyöngykagyló tojásdad vagy vese alakú, teknője nagy, 12 - 15 centiméter hosszú és 5,5 - 7 centiméter széles. A búbrész mindig erősen lepusztult felületű, alig emelkedik ki. A zárpárkányzaton csak főfogak találhatók. A teknő héja igen vastag, színe feketésbarna vagy fekete. Belső felületét kékesfehér gyöngyházréteg borítja.

## Életmódja
A folyami gyöngykagyló a hűvös, gyors folyású, mészben szegény vizű és homokos vagy kavicsos medrű patakok lakója, amelyek a pisztrángok számára is kedvezőek. További feltétel, hogy a víz hőmérséklete nyáron a 14 Celsius fok körüli értéket ne lépje túl. A kagyló kerüli az iszapos talajt, és tartózkodási helyén a vízszennyeződésre kifejezetten érzékeny. A folyami gyöngykagylók élőhelyükhöz erősen ragaszkodnak, és gyakran igen sűrű kolóniákat alkotnak. Táplálékforrásukat a plankton és a detritusz (szerves törmelék) képezi.

## Szaporodása
A kopoltyúlemezek közötti üregekben található peték megtermékenyítése a lélegzéskor bejutó vízzel érkező spermiumok segítségével megy végbe. A bonyolult fejlődésmenet miatt igen nagy számú, kereken 1 millió petére van szükség. A peteburok felrepedése után szabaddá váló glochidiáknak a belélegzett vízzel a pisztrángok (mindenekelőtt a sebes pisztráng) vagy a fürge cselle kopoltyúira kell jutniuk, ahol megtelepednek és felnövekednek. A kifejlődött kagylók 2-10 hét múlva elhagyják gazdaállatukat, és a vízfenékre hullanak.